# Gonzalo Villar
Gonzalo Villar del Fraile (Murcia, 23 de marzo de 1998) es un futbolista español que juega como centrocampista en el Dinamo Zagreb de la Primera Liga de Croacia.

## Trayectoria
Gonzalo Villar es un centrocampista formado en el Real Murcia C. F., donde jugó en categorías inferiores y más tarde en la cantera del Elche C. F., llegando hasta el filial en la temporada 2014-15. Durante el verano de 2015, el del traumático descenso administrativo, hizo las maletas rumbo a Valencia, dejando en las arcas franjiverdes una cantidad próxima a los 200 000 euros. 
Más tarde, llegó a formar parte de la plantilla del Valencia C. F. Mestalla con el que jugó varias temporadas en Segunda B.
En la temporada 2018-19 firmó por tres temporadas con el Elche C. F. para reforzar al conjunto ilicitano en su regreso a la Liga, aunque el Valencia C. F. se quedaba con el 80% del futuro traspaso del futbolista.
En enero de 2020 se anunció la contratación del jugador por la A. S. Roma de la Serie A por cuatro temporadas, ya que el Valencia C. F., propietario del jugador, comunicó que no ejercía el derecho de tanteo que tenía en su poder para igualar la oferta del club italiano. El club italiano pagó cinco millones de euros de los cuales uno iría a las arcas del Elche C. F. Los otros cuatro irían para el Valencia C. F., aunque el club mantenía un porcentaje por el futbolista en caso de una futura venta.
El 13 de enero de 2022, dos años después de llegar a la capital italiana, volvió al fútbol español tras recalar en el Getafe C. F. para jugar como cedido lo que restaba de temporada. Una vez esta terminó, regresó a Italia para ser prestado, con una opción de compra, a la U. C. Sampdoria. Disputó 16 partidos en el primer tramo de la campaña antes de iniciar en el mes de enero su segunda etapa en el Getafe C. F. en una nueva cesión.
El 4 de agosto de 2023 se desvinculó definitivamente de la A. S. Roma después de ser traspasado al Granada C. F. En dos temporadas, una en Primera y otra en Segunda División, jugó 76 partidos y en junio de 2025 fue vendido al Dinamo Zagreb.

## Selección nacional
El 8 de junio de 2021 debutó con la selección de España en un amistoso ante Lituania que ganaron por 4-0.

## Estudios
Estudia Administración y Dirección de Empresas en la Universidad Católica San Antonio de Murcia.

## Estadísticas

### Clubes
Actualizado al último partido disputado el 1 de junio de 2025.
| Club                             | Div.          | Temporada     | Liga  | Liga  | Copas nacionales | Copas nacionales | Torneos internacionales | Torneos internacionales | Total | Total | Media goleadora |
| Club                             | Div.          | Temporada     | Part. | Goles | Part.            | Goles            | Part.                   | Goles                   | Part. | Goles | Media goleadora |
| -------------------------------- | ------------- | ------------- | ----- | ----- | ---------------- | ---------------- | ----------------------- | ----------------------- | ----- | ----- | --------------- |
| Elche Ilicitano C. F. · España   | 2.ª B         | 2014-15       | 1     | 0     | —                | —                | —                       | —                       | 1     | 0     | 0               |
| Elche Ilicitano C. F. · España   | Total club    | Total club    | 1     | 0     | 0                | 0                | 0                       | 0                       | 1     | 0     | 0               |
| Valencia C. F. Mestalla · España | 2.ª B         | 2016-17       | 1     | 0     | —                | —                | —                       | —                       | 1     | 0     | 0               |
| Valencia C. F. Mestalla · España | 2.ª B         | 2017-18       | 31    | 2     | —                | —                | —                       | —                       | 31    | 2     | 0.06            |
| Valencia C. F. Mestalla · España | Total club    | Total club    | 32    | 2     | 0                | 0                | 0                       | 0                       | 32    | 2     | 0.06            |
| Elche C. F. · España             | 2.ª           | 2018-19       | 15    | 0     | 2                | 1                | —                       | —                       | 17    | 1     | 0.06            |
| Elche C. F. · España             | 2.ª           | 2019-20       | 20    | 1     | 2                | 0                | —                       | —                       | 22    | 1     | 0.05            |
| Elche C. F. · España             | Total club    | Total club    | 35    | 1     | 4                | 1                | 0                       | 0                       | 39    | 2     | 0.05            |
| A. S. Roma · Italia              | 1.ª           | 2019-20       | 9     | 0     | 0                | 0                | 2                       | 0                       | 11    | 0     | 0               |
| A. S. Roma · Italia              | 1.ª           | 2020-21       | 33    | 0     | 1                | 0                | 13                      | 0                       | 47    | 0     | 0               |
| A. S. Roma · Italia              | 1.ª           | 2021-22       | 0     | 0     | 0                | 0                | 6                       | 0                       | 6     | 0     | 0               |
| A. S. Roma · Italia              | Total club    | Total club    | 42    | 0     | 1                | 0                | 21                      | 0                       | 64    | 0     | 0               |
| Getafe C. F. · España            | 1.ª           | 2021-22       | 10    | 0     | ―                | ―                | ―                       | ―                       | 10    | 0     | 0               |
| U. C. Sampdoria · Italia         | 1.ª           | 2022-23       | 15    | 0     | 1                | 0                | ―                       | ―                       | 16    | 0     | 0               |
| U. C. Sampdoria · Italia         | Total club    | Total club    | 15    | 0     | 1                | 0                | 0                       | 0                       | 16    | 0     | 0               |
| Getafe C. F. · España            | 1.ª           | 2022-23       | 16    | 0     | ―                | ―                | ―                       | ―                       | 16    | 0     | 0               |
| Getafe C. F. · España            | Total club    | Total club    | 26    | 0     | 0                | 0                | 0                       | 0                       | 26    | 0     | 0               |
| Granada C. F. · España           | 1.ª           | 2023-24       | 35    | 1     | 1                | 0                | ―                       | ―                       | 36    | 1     | 0.03            |
| Granada C. F. · España           | 2.ª           | 2024-25       | 37    | 2     | 3                | 0                | ―                       | ―                       | 40    | 2     | 0.05            |
| Granada C. F. · España           | Total club    | Total club    | 72    | 3     | 4                | 0                | 0                       | 0                       | 76    | 3     | 0.04            |
| Dinamo Zagreb · Croacia          | 1.ª           | 2025-26       | 0     | 0     | 0                | 0                | ―                       | ―                       | 0     | 0     | 0               |
| Dinamo Zagreb · Croacia          | Total club    | Total club    | 0     | 0     | 0                | 0                | 0                       | 0                       | 0     | 0     | 0               |
| Total carrera                    | Total carrera | Total carrera | 223   | 6     | 10               | 1                | 21                      | 0                       | 254   | 7     | 0.03            |
| 1. 2. 3.                         |               |               |       |       |                  |                  |                         |                         |       |       |                 |

## Palmarés

### Títulos internacionales
| Título                             | Equipo     | Sede    | Año     |
| ---------------------------------- | ---------- | ------- | ------- |
| Liga Europa Conferencia de la UEFA | A. S. Roma | Albania | 2021-22 |